# 6361 Koppel
6361 Koppel este o planetă minoră (asteroid), cu un diametru de 3,642 km, din centura de asteroizi. A fost descoperită pe 7 noiembrie 1978 la Observatorul Palomar de Eleanor F. Helin și a fost numită după Thomas Koppel⁠(d). 
Obiectul prezintă o orbită caracterizată de o semiaxă mare de 2,416133 UAi, o excentricitate de 0,16, o înclinație de 5,72101 ° în raport cu ecliptica.